# کاباکوو (سرزمین آلتای)
کاباکوو (به لاتین: Kabakovo) یک منطقهٔ مسکونی در روسیه است که در سرزمین آلتای واقع شده‌است.